# دانزیگ (گروه موسیقی)
دانزیگ (به انگلیسی: Danzig) یک گروه هوی متال آمریکایی به رهبری گلن دانتزیگ، خوانندهٔ سابق گروه‌های Samhain و میسفیتس است. این گروه که در سال ۱۹۸۷ در لادی، نیوجرسی تشکیل شد، در اوایل به یک صدای منحصر به فرد در صحنهٔ راک تبدیل شد، با نواختن یک بلوز راک و دوم متال به همراه گلن دانتزیگ که به سبک روی اوربیسون و الویس پریسلی، به سبکی روان و صمیمی اجرا می‌کرد. اشعار و تصویر آشکارا شیطانی دانزیگ جنجال برانگیخت. پس از موفقیت بزرگ با نسخهٔ زندهٔ آهنگ «مادر» در سال ۱۹۸۸، گروه موسیقی اینداستریال را تجربه کرد اما بعداً به هوی متال بازگشت. از سال ۲۰۲۳، دانزیگ ۱۲ آلبوم استودیویی (دو آلبوم کاملاً شامل نسخه‌های بازخوانی)، دو آلبوم چندآهنگه، یک آلبوم زنده و یک آلبوم تلفیقی منتشر کرده است.

## تاریخچه

### آغازها (۱۹۸۷–۱۹۸۶)
در ۱۴ ژوئیه ۱۹۸۶، گروه Samhain در ریتز در نیویورک اجرا کرد که آخرین نمایش آنها بود. در این مراسم ریک روبین، تهیه‌کننده، گروه‌هایی را جستجو می‌کرد تا با کمپانی ضبط خود، دف جم رکوردینگز، قرارداد ببندند. روبین در ابتدا علاقه خود را به قرارداد با گلن دانتزیگ ابراز کرد و قصد داشت او را خوانندهٔ یک ابرگروه هارد راک کند که روبین در نظر داشت. با این حال، دانتزیگ از امضای قرارداد خودداری کرد، مگر اینکه اری فون، نوازنده بیس Samhain نیز قرارداد امضا کند. در سال ۱۹۸۷، روبین جان کریست را در گیتار و چاک بیسکویتس (سابق از گروه بلک فلگ) را روی درام اضافه کرد. برای انعکاس تغییر جهت موسیقی و اجتناب از شروع مجدد پس از تغییرات بعدی، گلن، به توصیهٔ روبین، نام گروه Samhain را به نام خانوادگی خود، دانزیگ تغییر داد. اولین انتشار از گروه، بدون اری فون، آهنگ «من و تو (کمتر از صفر)» از موسیقی متن فیلم کمتر از صفر بود که به عنوان «گلن دانزیگ و ارکستر قدرت و خشم» شناخته می‌شود.

### دوران «کلاسیک» (۱۹۹۳–۱۹۸۸)
در سال ۱۹۸۸، دانزیگ اولین آلبوم خود هم‌نام با گروه، دانزیگ را در دف امریکن (که بعداً امریکن رکوردینگز نام گرفت) منتشر کرد. گروه در سراسر جهان برای حمایت از آلبوم در طول سال‌های ۱۹۸۸ و ۱۹۸۹ تور اجرا کرد؛ آنها افتتاحیه‌هایی برای گروه اسلیر در تور جنوب بهشت در آمریکای شمالی و گروه متالیکا در تور ... و عدالت برای همه در اروپا، و پس از آن عنوان تور خود را تیتر کردند، که شامل حمایت از گروه‌هایی مانند Murphy's Law و Mudhoney و اکسپت، Armored Saint و Circus of Power و وایت زامبی و Sick of It All و Carnivore بود. دانزیگ پرفروش‌ترین آلبوم گروه است که در سال ۱۹۹۴ در ایالات متحده به عنوان طلا گواهی داده شده است، و بالاخره پلاتین شد.
در سال ۱۹۹۰، دانزیگ دومین آلبوم خود را منتشر کرد، دانزیگ دوم: لوسیفوژ. در سال ۱۹۹۲، مشارکت روبین در گروه کاهش یافت. خود گلن دانتزیگ به خاطر همکاری در تولید آلبوم سوم، دانزیگ سوم: چگونه خدایان می‌کشند اعتبار گرفت. در سال بعد، گروه آلبوم چندآهنگه Thrall-Demonsweatlive، که شامل چندین آهنگ زنده از نمایش هالووین گروه در سال ۱۹۹۲ و همچنین سه آهنگ استودیویی جدید بود را منتشر کرد. نسخهٔ زندهٔ «مادر»، آهنگی از آلبوم اول، در ایستگاه‌های رادیویی آلبوم گرا محبوب شد، در حالی که موزیک ویدیوی آن در برنامه‌های ام تی وی مانند بیویس و بات‌هد، هدبنگرز بال و ۱۲۰ دقیقه مورد بازخورد قابل توجهی قرار گرفت. این گروه در نهایت در پاییز سال ۱۹۹۴ با دو آلبوم طلایی برای فروش استثنایی اولین آلبوم خود و Thrall-Demonsweatlive جایزه گرفتند. محبوبیت دوباره «مادر» نه تنها به ارتقای شهرت دانزیگ در صنعت موسیقی کمک کرد، بلکه باعث شد که گروه شروع به اجرای برنامه در مکان‌های بزرگتر مانند سالن‌ها و آمفی تئاترها کند، که شامل تورهای سرفصل آمریکا با گروه‌هایی مانند وایت زامبی، کایس، تایپ او نگاتیو، گادفلش و بعد بازیگران نوظهور کورن و مریلین منسون و همچنین افتتاحیه برای متالیکا و بلک سبت بود.

### دوران «موسیقی اینداستریال» (۱۹۹۹–۱۹۹۴)
در ۴ اکتبر ۱۹۹۴، دانزیگ ۴ منتشر شد. این آلبوم فروش خوبی داشت، اما موفقیتی برابر با تک‌آهنگ «مادر» نداشت. دومین تک‌آهنگ آلبوم، «کنت‌اسپیک» نیز یکی از اصلی‌ترین تک‌آهنگ‌های چرخشی در شبکهٔ ام تی وی بود، اما برخلاف «مادر» نتوانست در بیلبورد هات ۱۰۰ ظاهر شود. «کنت‌اسپیک» تنها تک‌آهنگ گروه به غیر از «مادر» است که در بیلبورد قرار گرفته است. در میان اتهامات به حق امتیاز پرداخت نشده و وعده‌های شکست خورده، رابطهٔ دانتزیگ با روبین بدتر شد و گروه شرکت ضبط را ترک کرد.
در همین زمان، ترکیب گروه نیز شروع به انحلال کرد. ابتدا چاک بیسکویتس در تابستان ۱۹۹۴ به دلیل اختلافات با خانوادهٔ سلطنتی گروه را ترک کرد. به گزارش ویژه‌نامهٔ کرنگ! دیو گرول، درامر سابق نیروانا، رویکرد گروه را رد کرد. بیسکویتس با جوی کاستیلو جایگزین شد، که اولین حضور عمومی خود را به عنوان عضوی از دانزیگ در یک فروشگاه در روز انتشار آلبوم چهارم انجام داد. به‌طور تصادفی، کاستیلو بعداً جایگزین گرول در کوئینز آو د استون ایج شد. اگرچه گروه با درامر جدید خود در پاییز و زمستان ۱۹۹۵–۱۹۹۴ تور موفقیت‌آمیز داشت، اما در بهار ۱۹۹۵ دانزیگ فعالانه به دنبال یک گیتاریست جدید بود و پپر کینن و دز کادنا جایگزین‌های احتمالی خود را در نظر گرفتند. جان کریست و اری فون در ۵ ژوئیه ۱۹۹۵ استعفا دادند.
در اکتبر ۱۹۹۶، دانزیگ ۵: سیاه‌کش منتشر شد. این آلبوم بیشتر یک تلاش انفرادی توسط دانتزیگ بود، اگرچه جری کنترل از آلیس این چینز در سه قطعه از آلبوم گیتار لید نواخت. جوی کاستیلو درام نواخت، تنها عضو باقی‌ماندهٔ گروه از تورهای اجرای زنده. کاستیلو در دو آلبوم دیگر با دانزیگ ضبط کرد و او را به طولانی‌ترین عضو خارج از ترکیب اصلی تبدیل کرد.
برای چند سال بعد، دانزیگ در یک نبرد حقوقی با روبین بر سر حقوق مطالب منتشرنشده‌ای که گروه برای امریکن رکوردینگز ضبط کرده بود، درگیر شد. در نوامبر ۱۹۹۹، دانزیگ آلبوم ۶:۶۶ فرزند شیطان را منتشر کرد. یک کلکسیون جعبه‌ایی Samhain که از مدت‌ها قبل برنامه‌ریزی شده بود نیز منتشر شد و به دنبال آن یک تور گردهمایی Samhain برگزار شد. Samhain در طول تور به مدت شش هفته برای دانزیگ افتتاح شد و شامل لندن می و استیو زینگ بود که بین بیس و درام جابجا می‌شدند.

### بازگشت به فرم (۲۰۱۱–۲۰۰۰)

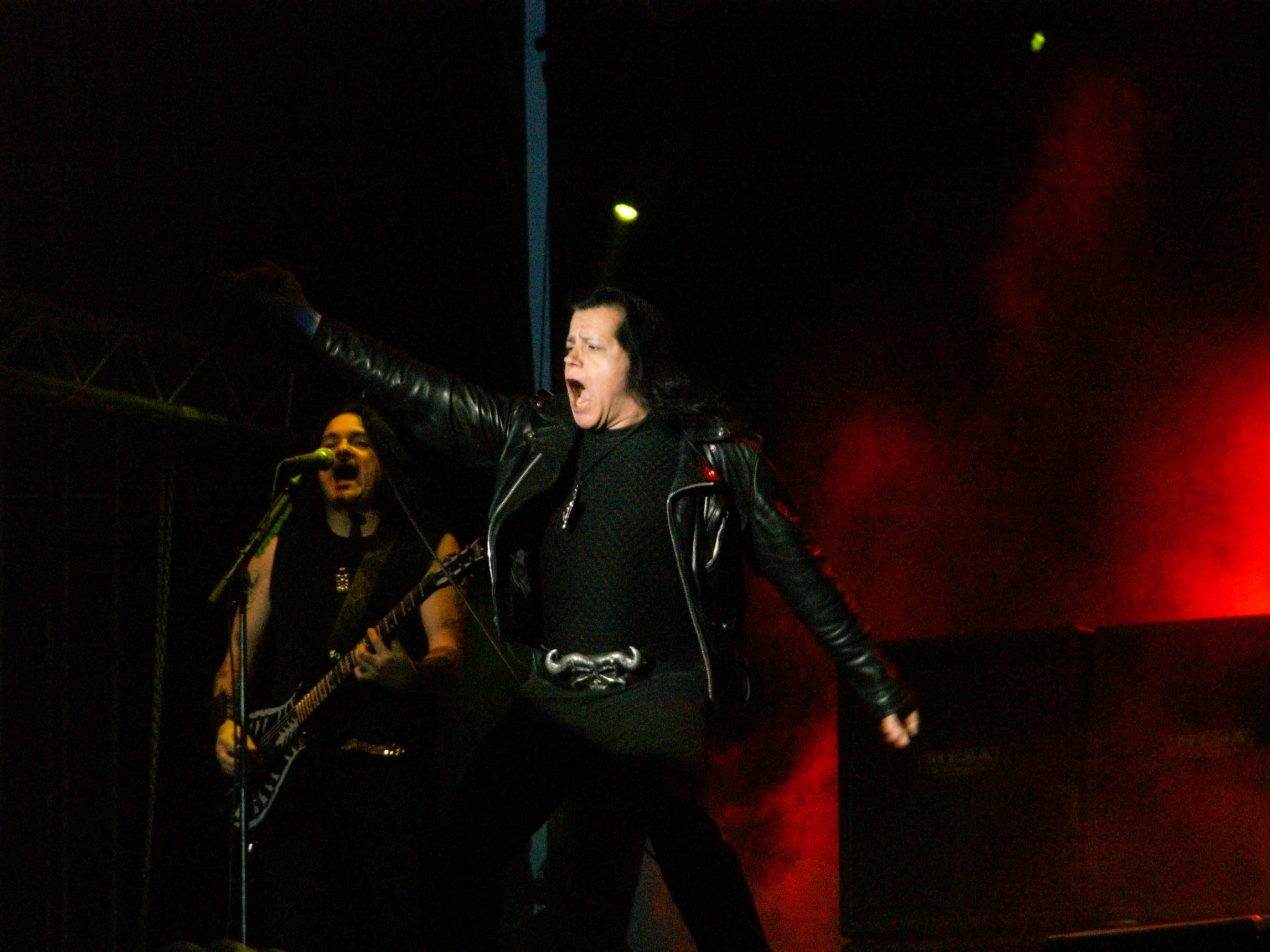
اجرای دانزیگ در سال ۲۰۱۰

تا سال ۲۰۰۰، ترکیب دانزیگ با اضافه شدن گیتاریست تاد یوث و نوازندهٔ بیس، هووی پیرو، که هر دو از کهنه‌کارهای صحنهٔ پانک شهر نیویورک بودند، تثبیت شد. در سال ۲۰۰۲، این ترکیب آلبوم دانزیگ ۷۷۷: من لوسیفری را منتشر کرد. در سال ۲۰۰۴، دانزیگ هشتمین آلبوم استودیویی خود را با نام دایرۀ مارها منتشر کرد که در آن تامی ویکتور نوازندهٔ گیتار از گروه پرانگ بود که سال‌ها قبل به عنوان عضوی از دانزیگ، تور برگزار کرده بود.
بلافاصله پس از انتشار آلبوم، دانزیگ تور سیاه‌ترین سیاهی را در سراسر ایالات متحده بر عهده گرفت و جانی کلی (از تایپ او نگاتیو) را جایگزین بیوان دیویس، درامر آلبوم دایرهٔ مارها کرد.
در طول سال ۲۰۰۶، گلن دانتزیگ در چندین مصاحبه اظهار داشت که از چرخهٔ تور خسته شده است و انتظار ندارد در تورهای بزرگ دیگری شرکت کند. در عوض، دانزیگ به تورهای کوچک و محلی می‌رفت، مانند ۱۰ تاریخ ساحل غربی که برای تور سیاه‌ترین سیاهی در سال ۲۰۰۶ اجرا کردند. در این تور، کنی هیکی (از تایپ او نگاتیو) به عنوان نوازندهٔ گیتار جدید گروه اضافه شد، در حالی که در تاریخ‌های ساحل شرقی شاهد اضافه شدن عضو سابق Samhain، استیو زینگ به عنوان نوازندهٔ بیس بود.
در اکتبر ۲۰۰۶، گلن دانتزیگ دومین بلک آریا را منتشر کرد، که در ادامهٔ آلبوم کلاسیک انفرادی خود به نام بلک آریا بود. بلک آریا دوباره توسط گروه میسفیتس در آلبوم زندهٔ Evilive در مه ۲۰۰۷ منتشر شد. او بقیهٔ سال را صرف تکمیل تولید و بسته‌بندی آهنگ‌های گمشدۀ دانزیگ کرد، یک سی‌دی دوتایی حاوی ۲۶ آهنگ منتشر نشده که کل کاتالوگ دانزیگ را در بر می‌گرفت، که در ۱۰ ژوئیه ۲۰۰۷ منتشر شد. دانتزیگ همچنین اعلام کرده است که قصد دارد یک آلبوم دارک بلوز را با جری کانترل یا هنک ویلیامز سوم ضبط کند.
در اوت ۲۰۰۸، گلن دانتزیگ اعلام کرد که دانزیگ (گروه) تور بیستمین سالگرد خود را برگزار خواهد کرد و انتشار اولین آلبوم خود را جشن خواهد گرفت. این اولین تور کامل گروه در ایالات متحده در سه سال گذشته بود که شامل توقف‌هایی در کانادا و مکزیک نیز می‌شد. همچنین در اوت ۲۰۰۸ از گلن دانتزیگ پرسیده شد که آیا نهمین آلبوم دانزیگ برنامه‌ریزی شده است یا خیر، گلن دانتزیگ پاسخ داد:
من در استودیو اینجا و آنجا بوده‌ام و روی آهنگ‌های جدید کار کرده‌ام اما نمی‌دانم چه زمانی منتشر می‌شوند. من به این فکر می‌کردم که یکی را در سایت دانزیگ قرار دهم تا طرفداران بتوانند آن را بررسی کنند. حتی به انجام یکی در این تور فکر کردم.— گلن دانتزیگ، اوت ۲۰۰۸
در ۲۶ دسامبر ۲۰۰۹، دانزیگ در سالن رقص استارلند در نیوجرسی اجرا کرد. این نمایش به دلیل حضور خاص مایکل گریوز که به همراه دویل و دکتر چاد چندین آهنگ از ترکیب نسخهٔ اصلاح شدهٔ گروه میسفیتس را اجرا کردند، قابل توجه بود.
در ۱۰ مارس ۲۰۱۰، یک کتاب شعر دانزیگ با عنوان اشعار پنهان دست چپ منتشر شد. این کتاب حاوی اشعار آهنگ منتشر نشده همراه با تصاویر سایمون بیزلی است.
دانزیگ نهمین آلبوم استودیویی دث رد ساباوت را در ۲۲ ژوئن ۲۰۱۰ منتشر کرد. این اولین آلبوم استودیویی مناسب گروه در شش سال بعد از سال ۲۰۰۴ آلبوم دایرۀ مارها است. تامی ویکتور و جانی کلی هر دو در این ضبط حضور داشتند.
در سال ۲۰۰۹، تاد فیلیپس، کارگردان فیلم، آهنگ دانزیگ «سیزده» را برای افتتاحیه فیلم خود به نام «خماری» انتخاب کرد. دانزیگ بعداً آهنگ جدیدی به نام «جهنم سیاه» را ضبط کرد تا در سال ۲۰۱۱ دنبالهٔ آن، در خماری: قسمت دوم ظاهر شود.
در ژانویه ۲۰۱۱، دانزیگ برای جشنوارۀ دانلود ۲۰۱۱ در دونینگتون پارک، انگلستان، در کنار گروه‌هایی از جمله راب زامبی، آلیس کوپر و سیستم آو ا داون معرفی شد. در روز اول جشنواره، دانزیگ تیتر یک استیج پپسی مکس بود. در ۱۲ ژوئن ۲۰۱۱، دانزیگ در جشنواره نوا راک نوازندگی کرد.
اکتبر ۲۰۱۱ همچنین شاهد یک رشته نادر از نمایش‌های تجدید دیدار به نام تور «میراث دانزیگ» بودیم. نمایش‌ها شامل یک مینی ست دانزیگ، به دنبال آن یک مینی ست Samhain، مجموعه‌ای از دانزیگ و دویل بود که آهنگ‌های میسفیتس را اجرا می‌کردند و سپس با سه آهنگ دانزیگ و اجرای «جمجمه‌ها» به پایان می‌رسید.

### فعالیت اخیر (۲۰۱۲–اکنون)
در ماه مه ۲۰۱۲، دانتزیگ آهنگ «فرشتگان شیطان» را که موضوعی از فیلمی به همین نام (به انگلیسی: Devil's Angels) در سال ۱۹۶۷ بود، از آلبوم اسکلت‌ها منتشر کرد. «من از سال ۱۹۷۹ می‌خواستم این آهنگ را ضبط کنم و این دقیقاً همان تنظیمی است که در آن زمان برای آن داشتم، بنابراین تقریباً شبیه سبک اواخر دههٔ ۷۰ من است. من واقعاً از نحوهٔ انجام آن راضی هستم. در واقع خیلی بهتر از آن چیزی بود که امیدوار بودم ما آن را به صورت زنده در این برنامه‌های آینده پخش کنیم.»
در آوریل ۲۰۱۳، گلن دانتزیگ به نمایش ملی رادیویی فول متال جکی گفت که بعد از تور بیست و پنجمین سالگرد، کار روی مطالب جدید دانزیگ را با تامی ویکتور و جانی کلی آغاز خواهد کرد. در فوریه ۲۰۱۴، گروه شروع به ضبط سه آهنگ جدید برای دهمین آلبوم استودیویی خود کرد. آلبوم حاصل، تاج لادن سیاه، در ۲۶ مه ۲۰۱۷ در نوکلیر بلست و ای‌اف‌ام رکوردز منتشر شد.
در ۴ سپتامبر ۲۰۱۵، دانزیگ یک تک‌آهنگ وینیل ۷ اینچی، محدود به ۵۰۰ نسخه، از «فرشتگان شیطان» را برای تبلیغ جلدهای آلبوم، اسکلت‌ها، منتشر کرد.
در اکتبر ۲۰۱۵، گلن دانتزیگ در شرکت سیریوس اکس‌ام ظاهر شد تا اولین جلد گروه «همیشه در یاد من» را از آلبوم آزمایشی دانزیگ الویس را می‌خواند به نمایش بگذارد. در ژوئیه ۲۰۱۶، صفحه رسمی گروه در فیس بوک تأیید کرد که دانزیگ الویس را می‌خواند تمام شده است. با این حال، این آلبوم تا ۲۴ آوریل ۲۰۲۰ منتشر نشد.
وقتی در ماه مه ۲۰۲۰ توسط بیلبورد در مورد امکان آلبوم دیگری از دانزیگ با مطالب کاملاً جدید سؤال شد، گلن دانتزیگ گفت: «در حال حاضر، مردم باید از آلبوم دانزیگ الویس را می‌خواند راضی باشند، و من خواهم دید. در چند سال دیگر، اگر چیزی به ذهنم برسد، شاید آن را به صورت رایگان تقدیم کنم. من اوقات خوبی را سپری می‌کنم، واقعاً مهم نیست.»
در مه ۲۰۲۳، گلن دانتزیگ از مجموعه‌ای از تاریخ‌های اجرای زنده به مناسبت سی و پنجمین سالگرد اولین آلبوم خود دانزیگ، رونمایی کرد. گروه برای این کنسرت‌ها آلبوم را به‌طور کامل اجرا کرد.

## اعضا

### اعضای فعلی
- گلن دانتزیگ - آواز اصلی، گیتار ریتم، کیبورد، ترانه‌سرایی (۱۹۸۷–اکنون)
- کارل روسکویست – درام (۲۰۰۸–۲۰۰۷، ۲۰۲۲–اکنون)
- استیو زینگ - بیس، بک آواز (۲۰۰۶–اکنون)
- تامی ویکتور – گیتار اصلی، بک خواننده (۱۹۹۷–۱۹۹۶، ۲۰۰۵–۲۰۰۲، ۲۰۰۸–اکنون)

### اعضای پیشین
- جان کریست – گیتار لید، بک خواننده (۱۹۹۵–۱۹۸۷)
- اری فون – بیس، بک خواننده (۱۹۹۵–۱۹۸۷)
- چاک بیسکویتس – درامز (۱۹۹۴–۱۹۸۷)
- جوی کاستیلو – درامز (۲۰۰۲–۱۹۹۴)
- جاش «لزی» رسنیک – بیس (۱۹۹۷–۱۹۹۶)، (۲۰۰۰–۱۹۹۸)
- مارک چاوسی – گیتار لید (۱۹۹۶)
- راب «بلاسکو» نیکلسون – بیس، بک خواننده، فقط اجرای زنده (۱۹۹۸–۱۹۹۷)
- دیو کوشنر – گیتار لید، فقط اجرای زنده (۱۹۹۷)
- جف چمبرز – گیتار لید (۱۹۹۹–۱۹۹۸)
- تاد یوث – گیتار لید (۲۰۰۳–۱۹۹۹)، (۲۰۰۸–۲۰۰۷)، درگذشت ۲۰۱۸
- هووی پیرو – بیس، بک خواننده (۲۰۰۳–۲۰۰۲)، درگذشت ۲۰۲۲
- چارلی «ایکس» جانسون – درامز، فقط اجرای زنده (۲۰۰۲)
- جانی کلی – درامز (۲۰۰۳–۲۰۰۲)، (۲۰۲۱–۲۰۰۵)
- بیون دیویس – درامز (۲۰۰۵–۲۰۰۳)
- جری مونتانو – بیس، بک خواننده (۲۰۰۶–۲۰۰۳)
- جو فراولوب – گیتار لید (۲۰۰۶–۲۰۰۵)
- کنی هیکی – گیتار لید، فقط اجرای زنده (۲۰۰۷–۲۰۰۶)

## ترانه‌شناسی
- دانزیگ (۱۹۸۸) Danzig
- دومین دانزیگ: لوسیفوژ Danzig II: Lucifuge (۱۹۹۰)
- سومین دانزیگ: چگونه خدایان می‌کشند Danzig III: How the Gods Kill (۱۹۹۲)
- دانزیگ ۴ Danzig 4 (۱۹۹۴)
- دانزیگ ۵: سیاه‌کش Danzig 5: Blackaidevil (۱۹۹۶)
- ۶:۶۶ فرزند شیطان (۱۹۹۹) ‎6:66 Satan's Child
- ۷۷۷: من لوسیفری (۲۰۰۲) ‎777: I Luciferi
- دایرۀ مارها (۲۰۰۴) Circle of Snakes
- دث رد ساباوت Deth Red Sabaoth (۲۰۱۰)
- اسکلت‌ها (۲۰۱۵) Skeletons
- تاج لادن سیاه (۲۰۱۷) Black Laden Crown
- دانزیگ الویس را می‌خواند Danzig Sings Elvis (۲۰۲۰)

## واژه‌نامه
1. ↑  Glenn Danzig & The Power and Fury Orchestra
2. ↑  Def American
3. ↑  Cantspeak

## منایع
- مشارکت‌کنندگان ویکی‌پدیا. «Danzig (band)». در دانشنامهٔ ویکی‌پدیای انگلیسی، بازبینی‌شده در ۲۵ اوت ۲۰۲۴.